# Wsiewołod Czermny
Wsiewołod Czermny (zm. ok. 1215) – książę czernihowski w latach 1202–1204 i wielki książę kijowski w latach 1206, 1207 i 1210–1212 z dynastii Rurykowiczów.
Był synem Światosława Wsiewołodowicza.
U schyłku 1178 albo 1179 poślubił córkę Kazimierza II Sprawiedliwego. Z małżeństwa tego pochodził syn Michał oraz dwie córki: Agafia i Wiera.
W 1183 brał udział w wyprawie na Połowców.
Przypuszczalnie w 1206 wraz z Włodzimierzem Igoriewiczem i książętami z linii Rościsławowiczów wyprawił się na Halicz. Kiedy Włodzimierz Igoriewicz został osadzony przez halickich bojarów na tronie, Wsiewołod wygnał z Kijowa Ruryka II. Wkrótce potem został jednak wyparty z tego miasta przez Ruryka II i jego synów. Na przełomie wiosny i lata 1207 Wsiewołod Czermny zorganizował kolejną wyprawę na Kijów i ponownie go zajął. Jesienią 1207 został wyparty stamtąd przez Ruryka.
Po śmierci Wsiewołoda Wielkie Gniazdo, wykorzystując niesnaski w tamtejszej linii Rurykowiczów, w 1214 zorganizował kolejną wyprawę przeciwko Rościsławowiczom.